# Rejoneador

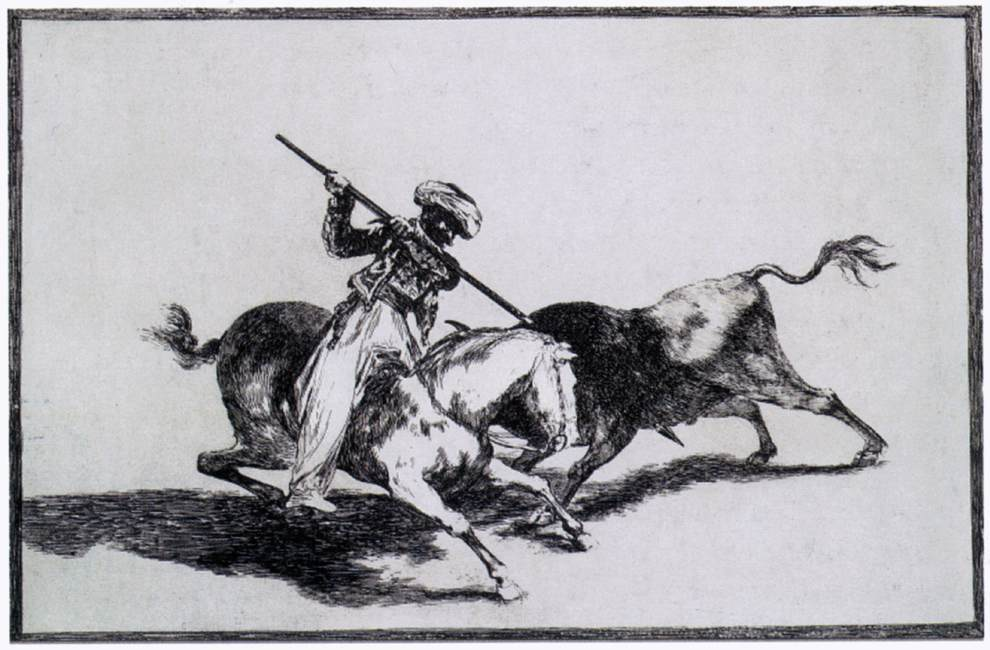
El moro Gazul lanceando un toro, según grabado de Goya.

Se llama rejoneador o rejoneadora al matador de toros a caballo, ligado a la más antigua tradición y orígenes de la tauromaquia, cuando los toreros montados a caballo y no los de a pie, eran el centro del espectáculo taurino.
El rejoneador recibe su nombre por su característica de toreo, que consiste en clavar en el dorso del toro adornos de tela y colores anclados a la piel del animal con una cuchilla que va montada sobre una vara de madera de 1 a 1.5 metros de largo llamada rejón.
Las corridas de rejones o de rejoneadores tienen en la actualidad la misma estructura que la que tienen las corridas de toros: la faena se divide de igual forma en tercios y el rejoneador coloca las banderillas a caballo. El tercio de muerte se efectúa con un rejón de muerte (es una espada larga elaborada como rejón) si es a caballo, pero el matador puede decidir ponerse a pie para hacerlo con el estoque de muerte común.

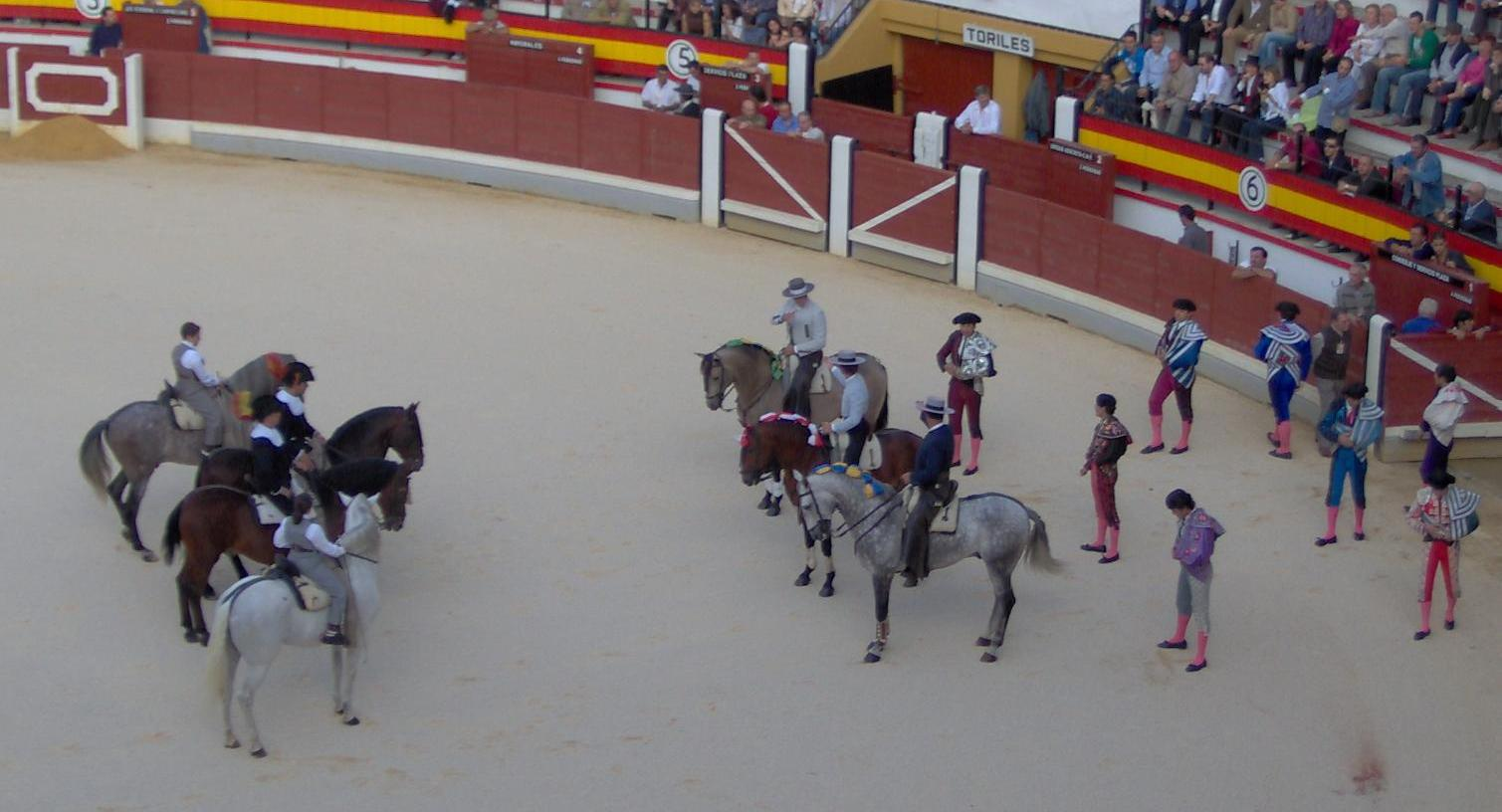
Paseíllo de rejoneadores.

Entre los personajes históricos que han practicado el toreo a caballo pueden mencionarse a El Cid Campeador al rey Carlos I  y a Fernando VII, entre otros.
En el rejoneo han destacado diversas figuras como los madrileños Manuel Vidrié yBernardino Landete (creador del par al violín), los andaluces Joaquín Pareja-Obregón, Álvaro Domecq Díez y Álvaro Montes, la sudamericana Conchita Cintrón o el portugués João Moura. En la actualidad destacan el navarro Pablo Hermoso de Mendoza, el jerezano Fermín Bohórquez, el gaditano Paco Ojeda, los hermanos Ángel Peralta Pineda y Rafael Peralta Pineda, Álvaro Domecq Romero, Andrés Céspedes González, "Andy" Cartagena, Martín Burgos y Leonardo Hernández, los portugueses José Samuel Lupi, Rui Fernandes, João Salgueiro y Diego Ventura, y la francesa Lea Vicens.
En la actualidad se realizan pocas corridas de rejones y la mayoría de los rejoneadores participan en corridas mixtas junto a toreros de a pie como acompañantes del espectáculo.